# LGBT+ en Thaïlande
Cet article s'intéresse aux  personnes lesbiennes, gays, bisexuelles et transgenres (LGBT) en Thaïlande.

## Démographie

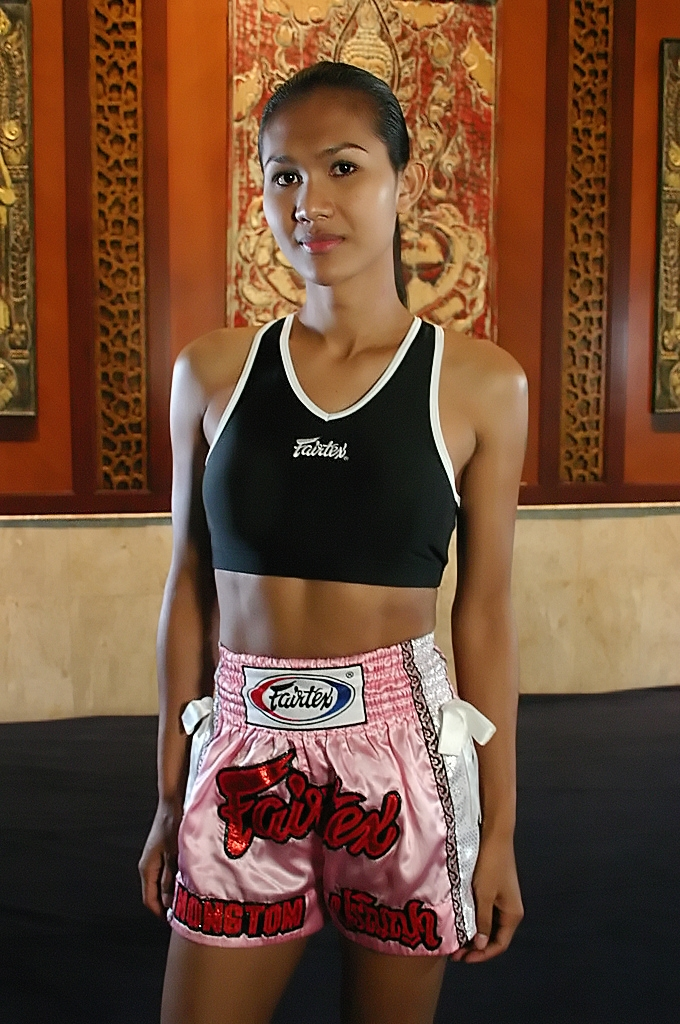
Nung Tum, ancienne boxeuse dont la vie a été portée à l'écran dans Fighting Beauty.

Environ 8% de la population thaïlandaise, soit cinq millions de personnes, s'identifient comme LGBT.

### Katoï
Avant les années 1960, l'utilisation de katoï peut désigner toute personne hors de la norme binaire du genre.
Selon le spécialiste australien de la politique sexuelle en Thaïlande Peter Jackson, ce terme désigne à l'époque contemporaine les personnes intersexes. L'usage aurait changé au milieu du XXe siècle pour désigner le travestissement des hommes ainsi que les personnes transféminines.

## Histoire

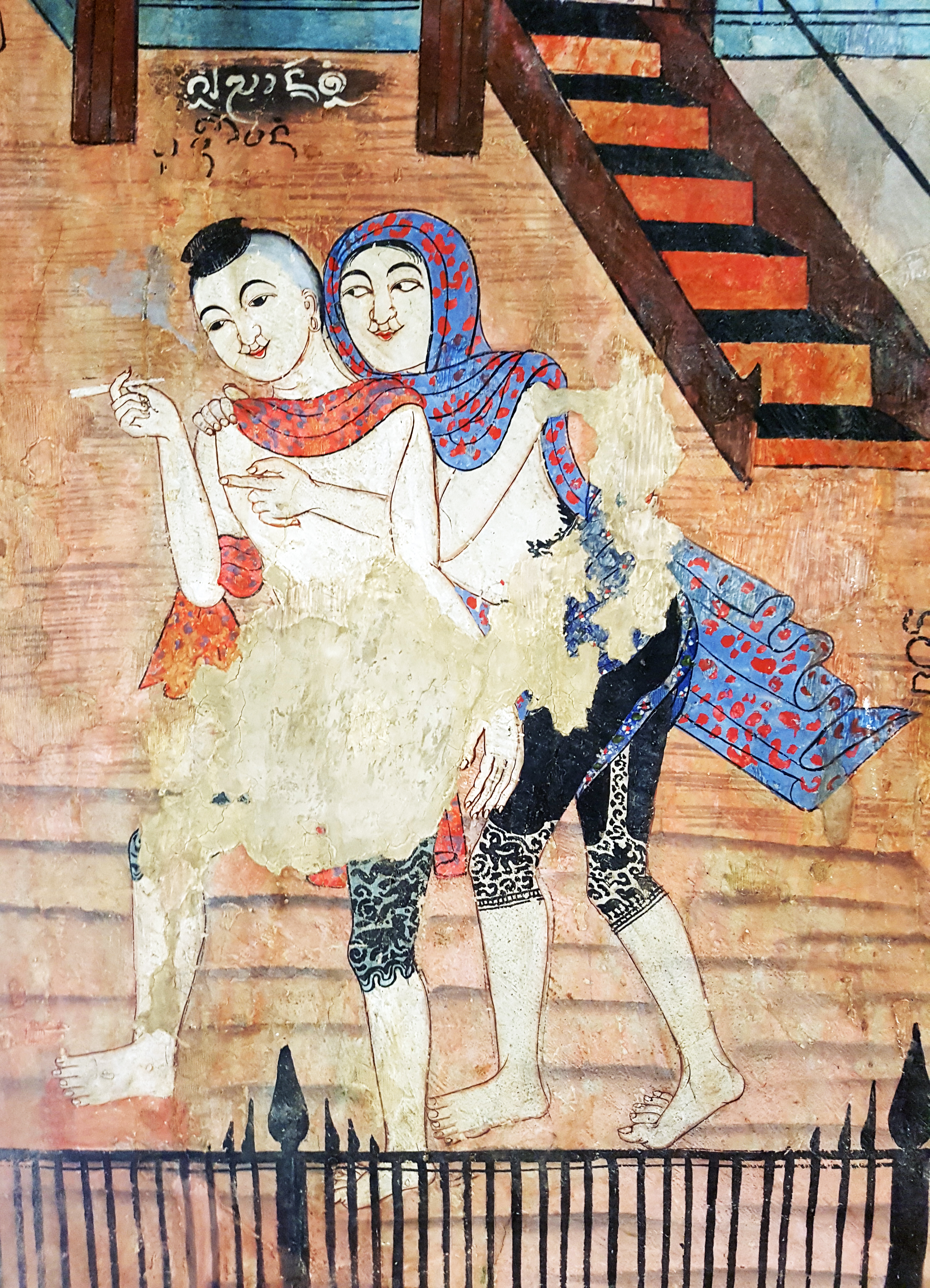
Peinture murale du monastère Wat Phumin

L'homosexualité est attestée en Thaïlande depuis la période d'Ayutthaya (1351 à 1767). Des peintures murales de temples ont été découvertes, représentant des relations gays et lesbiennes. « Samutthakhot Kham Chan » ( สมุทรโฆษคำฉันท์ ), littérature thaïlandaise de l'époque d'Ayuttaya, mentionne les relations lesbiennes entre les concubines vivant dans le palais royal.

## Sociabilité
À Bangkok, dans le quartier Saphan Khwai (en), existe le Kloset Yuri Book Club, un espace de sociabilité lesbienne, bie, pansexuelle et non-binaire composée d'une librairie avec une forte collection yuri, d'une boutique de goodies LGBT+, un coin calme, ainsi que d'espaces pour emprunter des jeux de société et des instruments de musique. Le lieu, dont l'esthétique est inspirée du film Carol, est pensé pour être un lieu adapté aux femmes queers, notamment les introverties. Le lieu est attenant au Slow Jam café, qui organise aussi des évènements queers festifs.
D'autres espaces de sociabilité peuvent être moins évidents : ainsi, le salon de tatouage True Blue Studio, lui aussi à Bangkok, fait office d'espace communautaire LGBT informel.

### Tom-Dee
Les Tom-Dee sont une sous-culture lesbienne thaïlandaise, proche des dynamiques butch-fem, bien que certaines rejettent le terme « lesbienne », qu'elles considèrent comme une influence occidentale,.

#### Tom
Une Tom est une femme qui s'habille de manière masculine, généralement aux cheveux courts, et qui refuse d'incarner la féminité,. Il existe deux catégories de Tom, les Tom Gay, attirées par toutes les femmes, et les Tom Gay King, attirées uniquement par les autres Tom,,. Il existe un magazine spécialisé pour les Tom, Mr. Tom Act.

#### Dee
Une femme qui exagère la féminité thai traditionnelle,. Elles peuvent être lesbiennes ou bisexuelles, mais sont majoritairement attirées par les Toms. La revue web culturelle des Dees est Lesla.

#### Relations
Dans les relations Tom-Dee, les Tom incarnent un rôle de support émotionnel et matériel qui n'est pas forcément réciproque.

## Militantisme

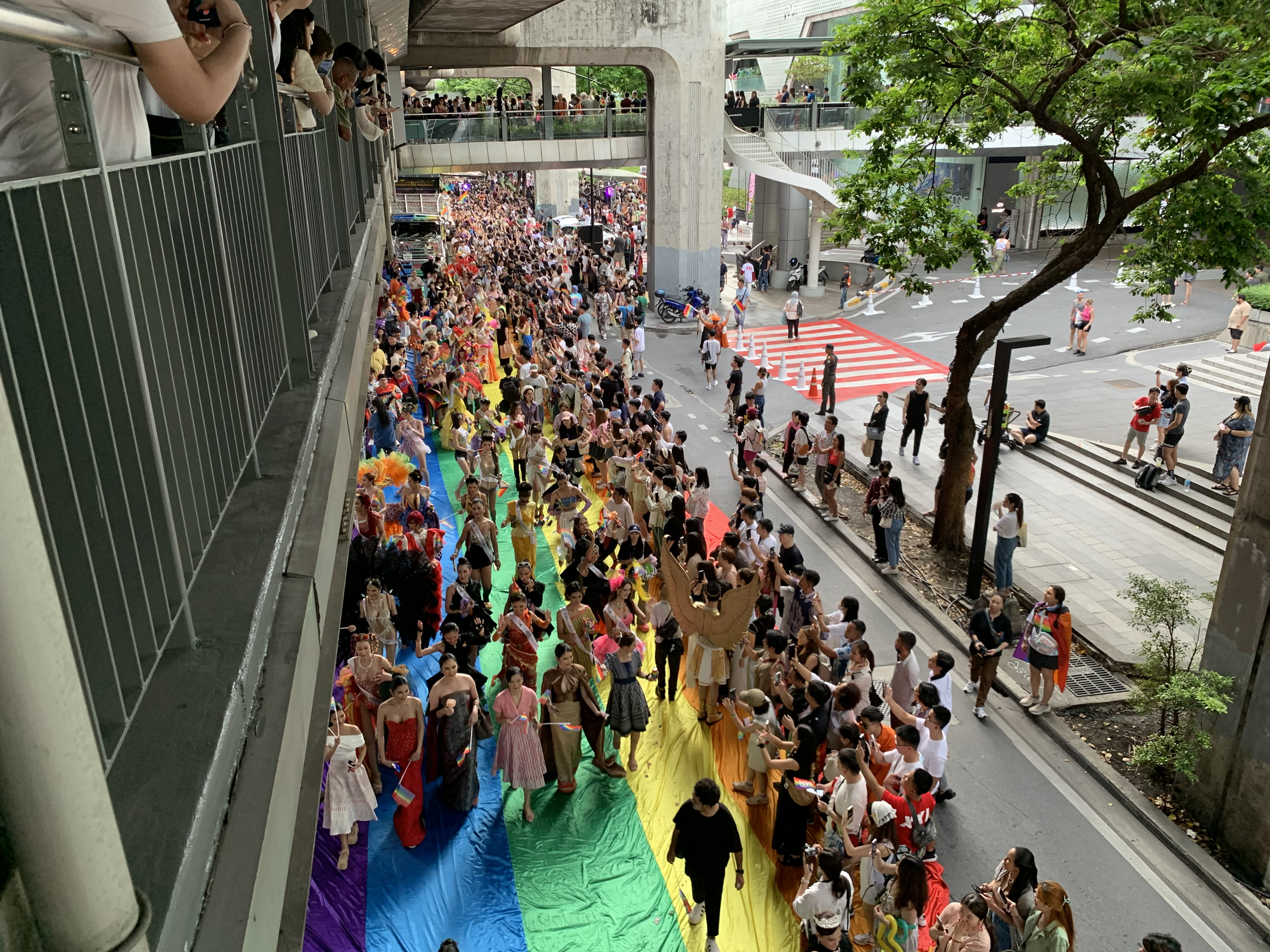
Bangkok Pride 2024.

Le Bangkok Pride Festival est un ensemble d'événements qui célèbre la fierté LGBT+. IL  culmine avec une  marche des fiertés  sur Silom Road. Le festival est organisé conjointement par l'association Naruemit Pride, l'administration métropolitaine de Bangkok (en) et le ministère du tourisme et des sports (en).
Il a été organisé la première fois, sous le nom « Bangkok Gay Festival »,  pendant le week-end d'Halloween en 1999,.
Après une interruption de 15 ans, entre 2006 et  2022, la marche reprend sous le nom de « Naruemit Pride 2022 » à l'initiative d'Ann Chumaporn (en),. La marche obtient le soutien du gouverneur de Bangkok, Chadchart Sittipunt,.
Depuis, de nombreuses personnalités politiques y participent, comme Pita Limjaroenrat et Paetongtarn Shinawatra en 2023 ou le premier ministre Srettha Thavisin l'année suivante,,,.

## Conditions de vie

### Droits
L'homosexualité a été décriminalisée en 1956,. Depuis 2015, la loi relative à l'égalité des sexes protège tous les individus des discriminations en Thaïlande.   Le 23 janvier 2025, la Thaïlande devient le 38e pays du monde, et le premier en Asie du Sud-Est, à légaliser le mariage homosexuel.

## Vaginoplasties
En Thaïlande, les cliniques pratiquant la réassignation sexuelle chirurgicale, et surtout la vaginoplastie, abondent depuis des décennies, et leur réputation et les tarifs attirent de nombreuses patientes étrangères,. Dans les années 2010, dans les villes d'une certaine taille comme Bangkok, deux à trois opérations sont effectuées par semaine, cumulant plus de 3 500 opérations au cours des trente dernières années.

## Représentations

### Télévision
Il existe des séries télévisées de type teen drama très populaires en Asie telles que : The Gifted (2018), Girl From Nowhere (2018), The Stranded (2019), 2gether: The Series (2020). Selon Poowin Bunyavejchewin (université Thammasat), le genre Boy's Love comme la série Together With Me a eu un profond impact sur la société : Tul Pakorn Thanasrivanitchai et Max Nattapol Diloknawari sont des vedettes en Asie . La Thaïlande est leader du genre Boy's Love en Asie, et en pleine croissance.

### Personnalités notables
- Aum Neko (1993), militante trans des droits LGBTI et anti-monarchiste, réfugiée en France après le coup d'État de 2014 ;
- Tanwarin Sukkhapisit (1973), non binaire, notoire pour sa réalisation de films engagés depuis 2010, éphémère parlementaire en 2019 et 2020, une des quatre premières personnes trans à faire leur entrée au Parlement en 2019.